# Erginulus serratipes
Erginulus serratipes is een hooiwagen uit de familie Cosmetidae.